# 陸昕之
陸 昕之（りく きんし、生年不詳 - 511年）は、北魏の官僚。字は慶始。本貫は河南郡洛陽県。

## 経歴
陸定国（陸麗の子）と盧氏（盧度世の娘）のあいだの子として生まれた。東郡王の爵位を嗣いだが、492年（太和16年）に東郡公に降封された。献文帝の娘の常山公主を妻に迎え、駙馬都尉に任じられ、通直郎の位を受けた。501年（景明2年）、従叔の陸琇の罪に連座して免官された。まもなく公主の婿であることから赦され、通直散騎常侍の位を受けた。しばらくして司徒司馬に転じ、輔国将軍の号を加えられ、兗州刺史として出向した。まもなく安東将軍に進み、兗州での治績を知られて、青州刺史に任じられた。寛容公平な統治で知られ、安北将軍・相州刺史に転じた。511年（永平4年）夏、死去した。鎮東将軍・冀州刺史の位を追贈された。諡は恵といった。
正妻である常山公主とのあいだに3人の娘があったが、男子がなく、妾媵とのあいだにも女子しか生まれなかったため、従兄の陸希道の四男の陸子彰が後を嗣いだ。

## 伝記資料
- 『魏書』巻40 列伝第28
- 『北史』巻28 列伝第16